# Berta di Putelendorf
Berta di Putelendorf (... – 1190) è stata una nobile sassone.
Era la figlia del conte palatino Federico von Putelendorf in Sassonia.
Sposò Bertoldo I, conte di Henneberg (morto nel 1157), da cui ebbe due figli:
- Irmengarda di Henneberg (una figlia, morta il 15 luglio 1197)
- Poppone VI, conte di Henneberg (un figlio, morto il 14 settembre 1190)

Berta era anche la nonna di Agnese di Hohenstaufen attraverso sua figlia Irmegarda di Henneberg.